# Дерек Паравичини
Дерек Паравичини (на английски: Derek Paravicini) е сляп английски музикант с аутизъм, но в същото време гениален изпълнител и импровизатор.
Той е недоносено бебе, роден е на 25-ата, вместо на 40-ата седмица от бременността. Като следствие от интензивното лечение след раждането му той загубва зрението си и има сериозни забавяния в интелектуалното развитие. Но за сметка на това проявява изключителни музикални дарби още от 2-годишна възраст. Може да изпълнява музикално произведение след като го чуе само веднъж.
Той е син на Никълас Паравичини и Мери Ан Паркър Боулс и е от потомствено благородническо семейство. Неговият прапрадядо е Уилям Съмърсет Моъм. През 2007 година излиза неговата биография In the Key of Genius От Адам Окелфорд, публикувана в Англия.